# Шанина, Мария Александровна
Мари́я Алекса́ндровна Ша́нина (в девичестве — Накла́дова; 26 марта (9 апреля) 1864, Омск — 1920, Москва) — омская купчиха 1-й гильдии, благотворительница, почётный гражданин города Омска.

## Биография

### Ранние годы жизни
Мария Александровна родилась в 1864 году в семье омского купца Александра Егоровича Накладова и его жены Екатерины Егоровны. Она посещала церковно-приходскую школу и с детских лет помогала отцу в лавке на Мокринском форштадте, историческом районе города. В 1881 году в возрасте 16 лет вышла замуж за потомственного почётного гражданина города Вязники Владимирской губернии, купца 1-й гильдии 29-летнего Михаила Никаноровича Шанина, взяв его фамилию. Мария родила восемь дочерей, однако пятерых из них похоронила.

### Предпринимательство
Со временем супруги Шанины решили расширить товарооборот и построить крупный магазин, который был бы оснащён по современному образцу. Приданым Марии был участок земли в Мокринском форштадте, где стояла отцовская лавка. После приобретения в 1896 году участка по соседству в 1897 году состоялась закладка здания, однако в том же году 30 ноября после банкета по случаю своего переизбрания председателем Общества вспомоществования приказчикам Михаил Шанин скончался от сердечного приступа.
Оказавшись вдовой, Мария Александровна самостоятельно в 1898-1900 гг. достроила магазин на одном из самых выгодных участков, выходивших на Любинский проспект, Гасфортовскую улицу и городской базар. Масштабы этого Торгового дома по тем временам были грандиозными. Первый этаж и один верхний зал занимали торговые залы: мануфактурный, галантерейный, готового платья и обуви. На втором этаже также располагалась квартира Шаниной. Помимо главного входа на углу здания существовал также вход со второго этажа, с горы, на которой ещё в 1887 году на средства купца Курганского была построена часовня во имя Иверской иконы Божией Матери и святого преподобного Сергия Радонежского. Открывшееся 12 сентября 1900 года здание магазина стало украшением Любинского проспекта (ныне — улица Ленина, 11 и 13). Автором проекта этого дома М.А. Шаниной является И.Г. Хворинов, которому удалось удачно вписать его в сложный ландшафт, профессионально выполнить богатую деталями пластику фасадов с барочными и классицистическими элементами. 
Неподалёку от магазина, на углу улиц Яцкинской и Подгорной (ныне — Бударина и К. Либкнехта), Мария Александровна построила здание портняжной мастерской, где омичи могли заказать себе одежду по доступной цене. Помимо этого, Шанина вкладывала капитал в недвижимость: в её владения входила сеть магазинов в Омске, Павлодаре, Семипалатинске, Воронеже, ей принадлежали восемь домов и две конюшни в Казачьем и Мокринском форштадтах, дача с тремя домами в Старой Загородной роще, заимка в Чукреевке, дача в Крыму и доходные дома в Москве.
В 1902 году при Торговом доме была запущена первая в Омске частная электростанция для освещения квартиры, магазина и прилегающей территории.

### Благотворительность
Мария Шанина была причастна ко многим омским научным и благотворительным обществам. Она неоднократно выделяла значительные суммы на общественные нужды города. С конца 1890-х годов Шанина состояла членом Омского городского благотворительного общества. В 1887 году она жертвовала пострадавшим от землетрясения в городе Верном, в 1901 году передала три отреза ткани Омскому убежищу для бедных детей, в 1903 году вносила средства на организацию благотворительного вечера общества, в 1904 году состояла кандидатом в члены его правления. Комитет общества в марте 1903 года ходатайствовал перед Акмолинским военным губернатором о награждении Шаниной медалью «за оказываемое ею постоянное содействие Благотворительному обществу путем пожертвований вещами и деньгами». Царское правительство в 1905 году наградило Марию Александровну малой золотой медалью на Станиславской ленте.
Шанина внесла 150 рублей – довольно значительную по тем временам сумму – в фонд Первой Западно-Сибирской лесной и торгово-промышленной выставки, проходившей летом 1911 года в Омске. 16 марта 1912 года она передала деньги
и мануфактуру Омскому отделу Московского общества сельского хозяйства в пользу голодающего населения Акмолинской области.
Шанина жертвовала средства на развитие образования и просвещения: на создание народного университета и коммерческого училища, на ремонт здания Западно-Сибирского отдела Императорского Русского географического общества, оказывала помощь гимназистам, студентам, сиротам и молодожёнам. В 1916 году на празднование 200-летия Омска она сделала самый большой взнос – 25 тысяч рублей – на создание в городе Народного университета, в то время как Городская управа внесла на его возведение лишь 10 тысяч. На попечении Марии Шаниной находилось одиннадцать детских приютов и школ.

### Последние годы жизни
В 1920 году знаменитый универмаг на Любинском проспекте был национализирован, а вклады в банки и имущество конфискованы. В том же году в возрасте 56 лет Мария Александровна скончалась в Москве. Ходила версия, что её расстреляли пришедшие к власти большевики, но, по свидетельству правнучки Шаниной, причиной смерти стал тиф.